# Ignavusaurus
Ignavusaurus ist eine Gattung von Dinosauriern aus der Gruppe der Sauropodomorpha. Die einzige Art ist Ignavusaurus rachelis. Sie wurde 2010 anhand eines gut erhaltenen, teilweisen Skelettes erstmals beschrieben, das aus der unterjurasischen Oberen Elliot-Formation in Lesotho stammt. Es handelte sich um einen sehr ursprünglichen Vertreter der Sauropodomorpha, der vermutlich fortgeschrittener war als Thecodontosaurus und Pantydraco, aber ursprünglicher als Efraasia und Plateosaurus.

## Merkmale
Das einzige bekannte Skelett gehörte zu einem Jungtier, das vermutlich weniger als ein Jahr alt war und sich in der Phase schnellen Wachstums befand. Die Körperlänge dieses Exemplars wird auf 1,5 Meter, das Gewicht auf etwa 22,5 Kilogramm geschätzt. Es handelte sich um ein zweibeiniges Tier mit langem Hals und kleinem Kopf, wie bei anderen ursprünglichen Sauropodomorphen.
Der Schädel ist fragmentiert und liegt in über 120 kleinen Bruchstücken vor, was die Interpretation erschwert. Die Zähne waren dünn, seitlich abgeflacht und gesägt. Bemerkenswert war die Verschiedenartigkeit der Zähne (Heterodontie): Während einige Zähne spitz zuliefen und ungesägt waren, waren andere Zähne spatelförmig, gesägt und an der zur Lippe gewandten Seite konvex. Diese Heterodontie könnte darauf hinweisen, dass Ignavusaurus kein reiner Pflanzenfresser war, wie es bei fortgeschritteneren Sauropodomorphen wie Plateosaurus der Fall war, sondern dass die Ernährung opportunistischer (weniger wählerisch) war.

## Systematik
Früher wurden die Sauropodomorpha in zwei Gruppen eingeteilt: den Prosauropoden und den Sauropoden. Heute gelten die Sauropoden als die direkten Nachfahren der Prosauropoden, die Prosauropoden bilden damit keine monophyletische Gruppe und werden heute nur noch selten verwendet. Ignavusaurus zählte zu den klassischen "Prosauropoden" und war vermutlich nahe mit den direkten Vorfahren fortgeschrittener Prosauropoden und Sauropoden verwandt. Eine kladistische Analyse von Fabien Knoll (2010) kommt zu dem Ergebnis, dass Ignavusaurus fortgeschrittener war als Saturnalia, Pantydraco und Thecodontosaurus, aber ursprünglicher als Efraasia, Plateosaurus und Massospondylus.
Adam Yates und Kollegen (2011) vermuten, dass Ignavusaurus mit Massospondylus identisch war. Forscher um Cecilia Apaldetti (2011) akzeptieren Ignavusaurus als gültige Gattung – in ihrer kladistischen Analyse ist diese Gattung nahe mit Sarahsaurus verwandt.

## Fund und Namensgebung
Das einzige Skelett stammt aus dem südlichen Lesotho im Distrikt Qacha’s Nek. Das Skelett wurde aus einem rötlichen Siltstein geborgen und größtenteils im anatomischen Zusammenhang vorgefunden.
Ignavusaurus rachelis wurde 2010 von Fabien Knoll erstmals wissenschaftlich beschrieben. Der Name Ignavusaurus bedeutet so viel wie „Feigling-Echse“,  von lat. ignavus – „Feigling“, gr. sauros – „Echse“, da der Name der Fundstelle Ha Ralekoala mit „Der Ort des Vaters des Feiglings“ übersetzt werden kann. Der zweite Teil des Artnamens, rachelis, ist die latinisierte Form des Namens Raquel und ehrt den Paläontologen Raquel López-Antoǹanzas.